# 1988年の航空
< 1988年
1987年の航空 - 1988年の航空 - 1989年の航空

## 航空に関する出来事
- 1月26日 - ボーイング747が36時間54分の世界一周飛行の記録を作る。
- 4月1日 - 東亜国内航空が、日本エアシステムと商号変更。
- 4月23日 - ギリシャのカネロス・カネロプーロスがマサチューセッツ工科大学の製作した人力飛行機、ダイダロス号でクレタ島からサントリーニ島までの119kmを3時間54分で飛行し、人力飛行機の世界記録となった。

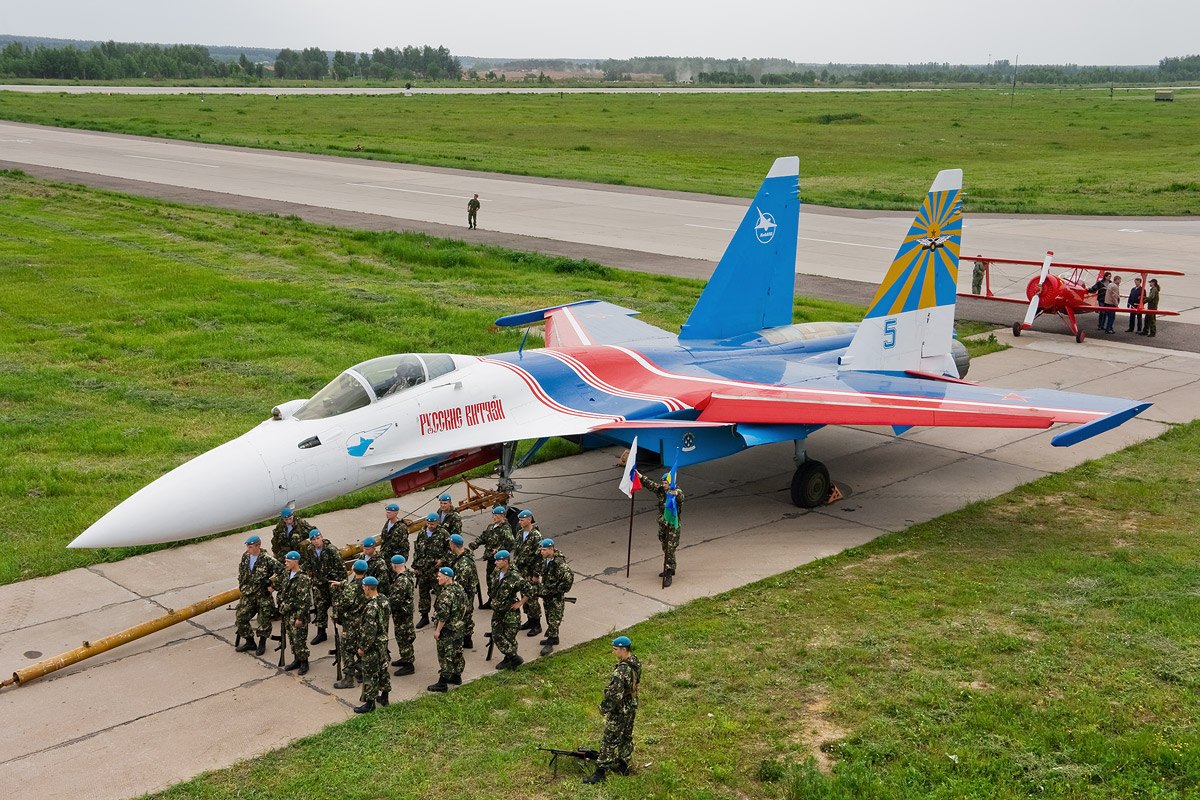
スホーイ35

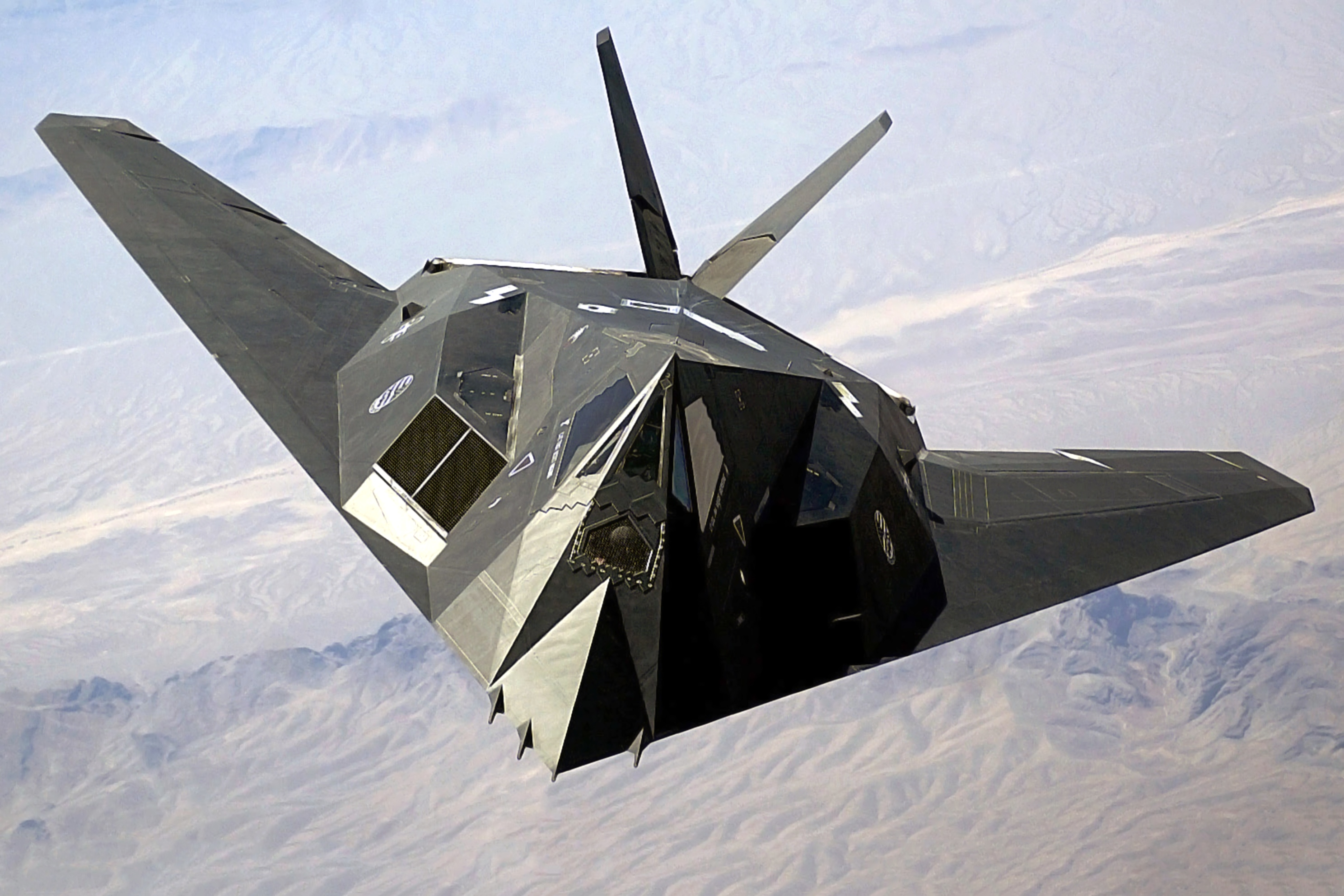
F-117 ナイトホーク

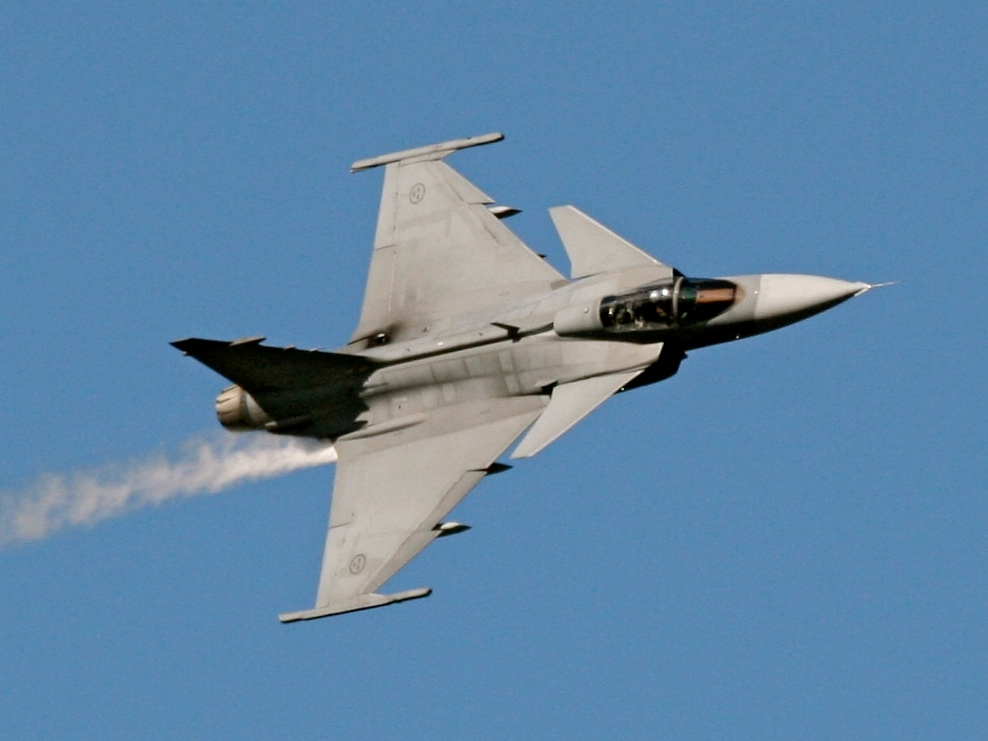
サーブ 39 グリペン

- 5月10日 - エアバスA300がアメリカン航空に引き渡され運行を開始した。
- 5月23日 - サウスウエスト航空のボーイング737-300が鯨を模したスペシャル・ペインティングが施され、シーワールドの鯨の名前から「シャムワン」と命名され運行を開始した。
- 5月24日 - ブリティシュ・エアウェイズがブリティシュ・カレドニアン航空を吸収合併した。
- 6月 - スウェーデン生まれのペール・リンドストランドがテキサス州Planoで、19,811 m (64,997 feet) の熱気球の高度飛行記録を樹立した。
- 6月26日 - Mulhouse-Habsheimでのエアショーで、デモ飛行を行ったエアバスA320が墜落し、乗客3人が死亡した。（エールフランス296便事故）
- 6月28日 - スホーイ35が初飛行した。
- 7月3日 - アメリカ海軍のイージス巡洋艦ヴィンセンスがイラン航空のエアバスA300を軍用機と誤って撃墜し290人の犠牲がでた。（イラン航空655便撃墜事件）
- 7月8日〜13日 - 11歳のクリス・マーシャルが操縦するムーニー M20が、サンディエゴ - パリ間を飛行した。
- 7月20日 - 新千歳空港が開港。
- 8月28日 - 西ドイツ・ラムシュタイン空軍基地でのエアショーで、イタリアの曲技飛行隊 、フレッチェ・トリコローリのパイロットが事故を起こし、33人の犠牲者がでた。
- 10月12日 - Bar Harbor 航空のATR-42がエアフォースワンと1,000 feet以内のニアミスを起こした。
- 10月27日 - イタリアとフランスが共同開発のターボプロップ双発の旅客機、ATR 72が初飛行した。
- 11月10日 - アメリカ空軍がステルス戦闘機 F-117 ナイトホークを公開した。
- 12月9日 - スウェーデンの戦闘機、サーブ 39 グリペンが初飛行。
- 12月21日 - ロンドンからニューヨークに向かうパンアメリカン航空の103便、ボーイング747がリビアのテロリストによってスコットランド上空で爆破され258人が犠牲となった。（パンアメリカン航空103便爆破事件）

## 1988年に初飛行した機体の画像

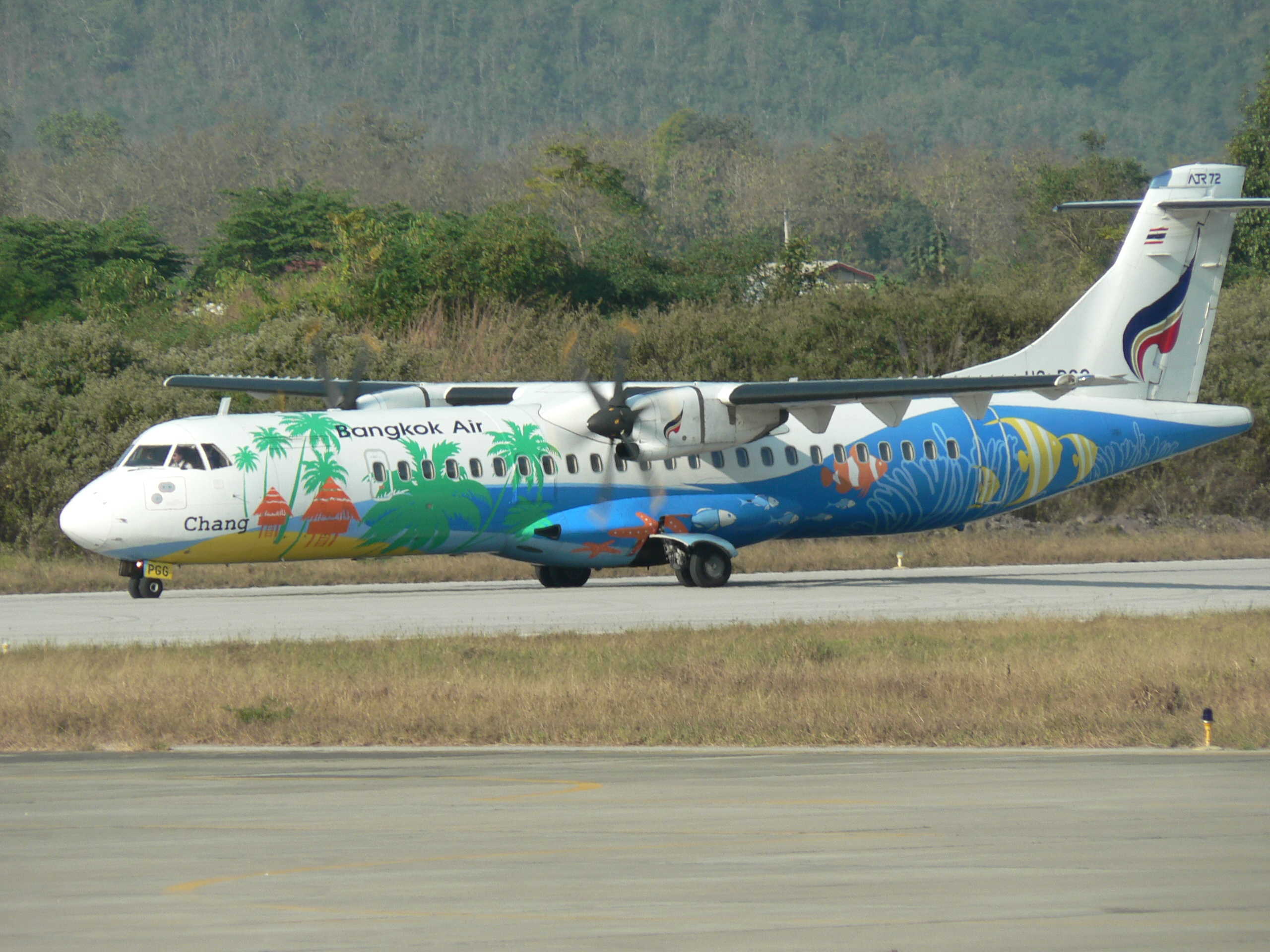
ATR 72 （10月27日）
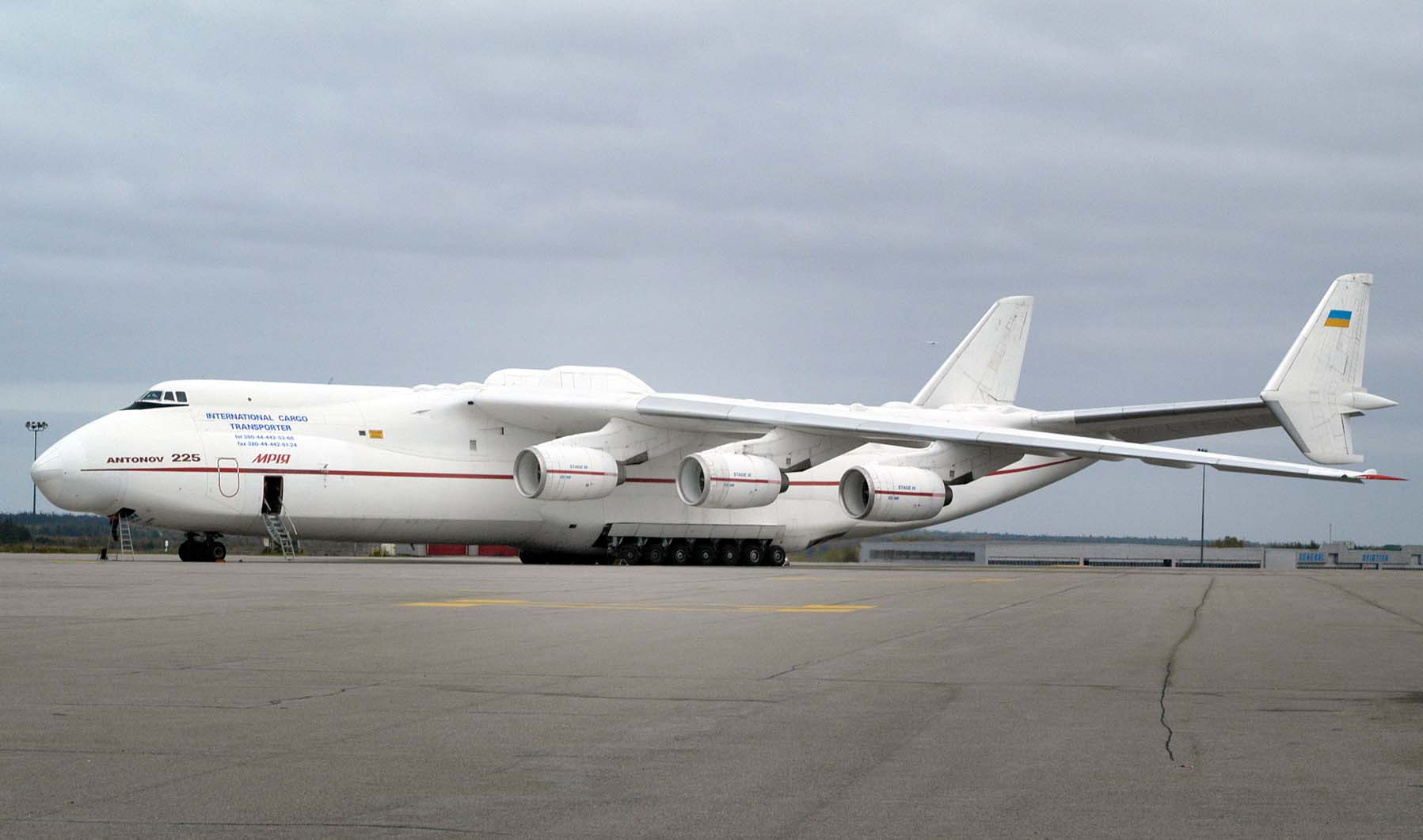
An-225「ムリーヤ」 （12月21日）

## 航空に関する賞の受賞者
- ハーモン・トロフィー：カネロス・カネロプーロス、Anne Baddour、ペール・リンドストランド
- FAI・ゴールド・エア・メダル：August Christov Kabaktchiev
- イギリス飛行クラブ金賞：ペール・リンドストランド